# Mabel Manacorda de Rosetti
Mabel Manacorda de Rosetti (Rosario, 24 de septiembre de 1918-Buenos Aires, 22 de noviembre de 2008) fue una docente e investigadora argentina. Desarrolló sus investigaciones en el campo de lingüística estructural y se interesó además en la educación media y primaria, intentando dar a conocer los nuevos enfoques lingüísticos de la época más allá de la universidad y academia.

## Formación y educación
Nació en Rosario, Santa Fe, el 24 de septiembre de 1918 pero cursó sus estudios en la Escuela Normal Superior N° 4 «Estanislao Cevallos» de Buenos Aires, donde se recibió de maestra normal con medalla de oro otorgada por la asociación de exalumnos. Posteriormente obtuvi el título de profesora de castellano y literatura en el Instituto Superior del Profesorado “Joaquín V. González” donde recibió además el Premio Coll otorgado por el mismo instituto para la sección castellano.

## Docencia y actividad académica
Desarrolló una extensa y fecunda tarea docente tanto en el nivel medio como en el nivel superior. Fue profesora en las Escuelas Normal N.º 3 y  N.º 4 , J.F.Kennedy, Escuela Comercial N.º 4, Colegio Nacional Mariano Moreno y Escuela Superior de Comercio Carlos Pellegrini. Además estuvo a cargo de las cátedras de gramática en la Facultad de Filosofía y Letras (Universidad de Buenos Aires), Universidad Católica de La Plata y Universidad Tecnológica Nacional. Dictó además la asignatura Gramática II en el Instituto Nacional del Profesorado “Joaquín V. González”.

## Obras destacadas
- 1997. Didáctica de la lengua y la literatura para una sociedad plurilingüe del siglo XXI. In Didáctica de la lengua y la literatura para una sociedad plurilingüe del siglo XXI (pp. 529-532). Servicio de Publicaciones.
- 1995. Amado Alonso y el Programa de Castellano, aplicado en la Argentina en 1936: Revolución Copernicana. Cauce, 1995-1996,(18-19): 417-433.
- Agudo de Córsico, M. C. M., & Manacorda de Rosetti, M. (1994). Interacción lingüística entre maestros y alumnos y su influencia sobre el rendimiento escolar. AZ,.
- “Un regreso auspicioso: la sintaxis; la gramática de Bello”, en Royo, Marta y Wendt, Sylvia (eds.). Homenaje a Aída Barbagelata, tomo 2, Buenos Aires: Actualidad Producciones, 1994, p. 250.
- 1987. El cuento maravilloso infantil y su sintaxis narrativa. Plus Ultra.
- Manacorda de Rosetti, M. & de Martínez, E. F. A. (1985). El Discurso informativo de grado 0: enfoque pragmático. Kapelusz.
- de Carpineti, R. P., & Manacorda de Rosetti, M.  (1984). El texto informativo y el esquema del contenido. Plus Ultra.
- 1976 La comunicación integral: imagen, lengua, literatura: la historieta. Kapelusz.
- Barrenechea, A. M., & Manacorda de Rosetti, M. (1975). Estudios de gramática estructural (Vol. 82). Paidós.
- con de Sierra, I. M. A. (1971). Camino a las estrellas. Troquel.
- con de Sierra, I. M. A. (1971). Como entretenernos. Troquel.
- con de Sierra, I. M. A. (1971). La Argentina, hoy. Troquel.
- 1969. La frase verbal pasiva en el sistema español. Estudios de gramática estructural, 77-90.
- 1969. La llamada pasiva con se en el sistema español. Estudios de gramática estructural, 91-100.Premio C
- 1969. Guías para el estudio de la gramática estructural. Centro de Investigaciones en Ciencias de la Educación, Asociado al Instituto Torcuato di Tella.
- 1966. La gramática estructural: principios, método y sistema. Revista de Psicología, 3.
- 1965. La gramática estructural en la escuela primaria. Kapelusz.
- 1964. La gramática estructural en la escuela secundaria. Buenos Aires: Kapelusz.

## Legado
Su biblioteca sobre literatura, lingüística y gramática fue donada por ella misma a la Biblioteca Nacional de Maestras y Maestros, donde puede ser consultada.